# Carl Mar. Møller (redaktør)
 Der er flere personer med dette navn, se Carl Mar. Møller.
Carl Marenus Møller (26. december 1856 på Gammelgård på Als – 3. januar 1946 i Horsens) var en dansk proprietær, politiker og redaktør, bror til Hans-Jacob Møller og far til forstmanden af samme navn.
Han var søn af proprietær Hans Tellus Møller (1826-1883) og Laura Cornelia Hansen (1828-1905). Carl Mar. Møller gik på Sorø Akademi fra 1866 og tog afgangseksamen 1874, tog filosofikum 1875, blev landvæsenselev 1875 og landbrugskandidat 1879, var forvalter på Sjælland og i Jylland 1879-83, forpagter af Gyldensteen i Odense Amt 1883-90 og ejer af proprietærgården Slemminggård i Randers Amt 1889-1903.
Han var fra 1896 journalist ved Aarhus Stiftstidende, blev 1897 medejer (sammen med Hans Boesgaard) og redaktør af Horsens Avis og var eneejer og redaktør af Horsens Avis 1898-1919.
Carl Mar. Møller var formand for Hammelev-Enslev Sogneråd 1894, formand for Horsens Konservative Vælgerforening 1907, medlem af bestyrelsen for Organisationen af Bladudgivere i Provinsen 1908 og medlem af Horsens Byråd 1913-1920.
Møller blev gift 30. marts 1887 i Åby Kirke i Vendsyssel med Valborg Christine Heilmann (22. august 1859 i Hårby på Fyn - 17. januar 1937 i Egely ved Bryrup).